# 2977 Chivilikhin
A 2977 Chivilikhin (ideiglenes jelöléssel 1974 SP) a Naprendszer kisbolygóövében található aszteroida. Ljudmila Ivanovna Csernih fedezte fel 1974. szeptember 19-én.